# Дарма я наївся цибулі
 «Дарма я наївся цибулі»  — другий студійний альбом гурту Ot Vinta, який був виданий у 2005 році.

## Пісні
1. Дарма я наївся цибулі
2. «У полі край села»
3. «Байкер без голови»
4. «Чемпіонка по штовханню у тролейбусах»
5. «Опля — картопля»
6. «Біля дубу»
7. «Самбурин»
8. «Брандспойт»
9. «Шуруй»
10. «Задарма»
11. «Педікульоз»
12. «По підлозі гупа»
13. «Каламуть»
14. «Проти течії»

Бонус
Комп'ютерна гра Хрюк-н-рол

## РЕЦЕНЗІЯ
Ot Vinta 
CD 
© Атлантик
Вихід: 1 квітня 2005